# Professional'nyj Futbol'nyj Klub Central'nyj Sportivnyj Klub Armii 2017-2018
Questa voce raccoglie le informazioni riguardanti il Professional'nyj Futbol'nyj Klub CSKA nelle competizioni ufficiali della stagione 2017-2018.

## Divise
| Casa | Trasferta | Terza maglia |

## Rosa
| N. |                     | Ruolo | Calciatore         |
| -- | ------------------- | ----- | ------------------ |
| 1  | Russia (bandiera)   | P     | Il'ja Pomazun      |
| 2  | Brasile (bandiera)  | D     | Mário Fernandes    |
| 3  | Svezia (bandiera)   | C     | Pontus Wernbloom   |
| 4  | Russia (bandiera)   | D     | Sergej Ignaševič   |
| 5  | Russia (bandiera)   | D     | Viktor Vasin       |
| 6  | Russia (bandiera)   | D     | Aleksej Berezuckij |
| 7  | Nigeria (bandiera)  | A     | Ahmed Musa         |
| 8  | Bulgaria (bandiera) | C     | Georgi Milanov     |
| 10 | Russia (bandiera)   | C     | Alan Dzagoev       |
| 11 | Brasile (bandiera)  | C     | Vitinho            |
| 14 | Russia (bandiera)   | D     | Kirill Nababkin    |

| N. |                    | Ruolo | Calciatore                |
| -- | ------------------ | ----- | ------------------------- |
| 17 | Russia (bandiera)  | C     | Aleksandr Golovin         |
| 24 | Russia (bandiera)  | D     | Vasilij Berezuckij        |
| 25 | Croazia (bandiera) | C     | Kristijan Bistrović       |
| 31 | Russia (bandiera)  | C     | Aleksandr Makarov         |
| 35 | Russia (bandiera)  | P     | Igor' Akinfeev (capitano) |
| 42 | Russia (bandiera)  | D     | Georgij Ščennikov         |
| 63 | Russia (bandiera)  | A     | Fëdor Čalov               |
| 66 | Israele (bandiera) | C     | Bibras Natkho             |
| 75 | Russia (bandiera)  | A     | Timur Zhamaletdinov       |
| 89 | Russia (bandiera)  | C     | Konstantin Kuchaev        |
| 99 | Nigeria (bandiera) | A     | Aaron Samuel              |

## Risultati

### Prem'er-Liga
| Kaspijsk 15 luglio 2017 1ª giornata | Anži | 1 – 3 referto | CSKA Mosca | Anži-Arena |

| Mosca 21 luglio 2017 2ª giornata | CSKA Mosca | 1 – 3 referto | Lokomotiv Mosca | Stadion Oktjabr' |

| Mosca 29 luglio 2017 3ª giornata | CSKA Mosca | 2 – 0 referto | SKA-Chabarovsk | Arena CSKA |

| Mosca 6 agosto 2017 4ª giornata | CSKA Mosca | 1 – 2 referto | Rubin | Arena CSKA |

| San Pietroburgo 9 agosto 2017 5ª giornata | Tosno | 1 – 2 referto | CSKA Mosca | Stadio Petrovskij |

| Mosca 12 agosto 2017 6ª giornata | CSKA Mosca | 2 – 1 referto | Spartak Mosca | Arena CSKA |

| Ekaterinburg 19 agosto 2017 7ª giornata | Ural | 0 – 0 referto | CSKA Mosca | SKB-Bank Arena |

| Mosca 27 agosto 2017 8ª giornata | CSKA Mosca | 0 – 1 referto | Terek Groznyj | Arena CSKA |

| Perm' 8 settembre 2017 9ª giornata | Amkar Perm' | 0 – 1 referto | CSKA Mosca | Stadio Zvezda |

| Mosca 16 settembre 2017 10ª giornata | CSKA Mosca | 2 – 0 referto | Rostov | Arena CSKA |

| Chimki 23 settembre 2017 11ª giornata | Dinamo Mosca | 0 – 0 referto | CSKA Mosca | Arena Chimki |

| Mosca 1º ottobre 2017 12ª giornata | CSKA Mosca | 0 – 0 referto | Ufa | Arena CSKA |

| Krasnodar 14 ottobre 2017 13ª giornata | Krasnodar | 0 – 1 referto | CSKA Mosca | Stadio FC Krasnodar |

| Mosca 22 ottobre 2017 14ª giornata | CSKA Mosca | 0 – 0 referto | Zenit San Pietroburgo | Arena CSKA |

| Tula 27 ottobre 2017 15ª giornata | Arsenal Tula | 1 – 0 referto | CSKA Mosca | Stadio Arsenal |

| Mosca 5 novembre 2017 16ª giornata | Lokomotiv Mosca | 2 – 2 referto | CSKA Mosca | RZD Arena |

| Chabarovsk 18 novembre 2017 17ª giornata | SKA-Chabarovsk | 2 – 4 referto | CSKA Mosca | Stadion SKA DVO im. V. I. Lenina |

| Kazan' 26 novembre 2017 18ª giornata | Rubin | 0 – 1 referto | CSKA Mosca | Kazan Arena |

| Mosca 1º dicembre 2017 19ª giornata | CSKA Mosca | 6 – 0 referto | Tosno | Arena CSKA |

| Mosca 10 dicembre 2017 20ª giornata | Spartak Mosca | 3 – 0 referto | CSKA Mosca | Otkrytie Arena |

| Mosca 3 marzo 2018 21ª giornata | CSKA Mosca | 1 – 0 referto | Ural | Arena CSKA |

| Groznyj 11 marzo 2018 22ª giornata | Terek Groznyj | 0 – 3 referto | CSKA Mosca | Achmat-Arena |

| Mosca 18 aprile 2018 23ª giornata | CSKA Mosca | 3 – 0 referto | Amkar Perm' | Arena CSKA |

| Rostov sul Don 1º aprile 2018 24ª giornata | Rostov | 1 – 2 referto | CSKA Mosca | Stadio Olimp-2 |

| Mosca 9 aprile 2018 25ª giornata | CSKA Mosca | 1 – 2 referto | Dinamo Mosca | Arena CSKA |

| Ufa 15 aprile 2018 26ª giornata | Ufa | 1 – 1 referto | CSKA Mosca | Neftyanik Stadium |

| Mosca 22 aprile 2018 27ª giornata | CSKA Mosca | 2 – 1 referto | Krasnodar | Arena CSKA |

| San Pietroburgo 29 aprile 2018 28ª giornata | Zenit San Pietroburgo | 0 – 0 referto | CSKA Mosca | Stadio San Pietroburgo |

| Mosca 6 maggio 2018 29ª giornata | CSKA Mosca | 6 – 0 referto | Arsenal Tula | Arena CSKA |

| Mosca 13 maggio 2018 30ª giornata | CSKA Mosca | 2 – 1 referto | Anži | Arena CSKA |

### Kubok Rossii
| Kursk 20 settembre 2017 Sedicesimi di finale | Avangard Kursk | 1 – 0 (d.t.s.) referto | CSKA Mosca | Stadio Trudovye rezervy |

### UEFA Champions League
| Arbitro: | Marco Fritz |

|  |           |                             |
|  | Marcatori | 45+1’ Dzagoev 56’ Wernbloom |

| Arbitro: | Benoît Millot |

|            |           |  |
| Natkho 74’ | Marcatori |  |

| Arbitro: | David Fernández Borbalán |

|  |           |                   |
|  | Marcatori | 90+1’ (aut.) Nuhu |

| Arbitro: | Anastasios Sidīropoulos |

|                           |           |  |
| Ščennikov 45’ Dzagoev 64’ | Marcatori |  |

| Arbitro: | Alberto Undiano Mallenco |

|               |           |                                     |
| Seferović 50’ | Marcatori | 63’ (rig.) Vitinho 71’ Žamaletdinov |

| Arbitro: | Jonas Eriksson |

|             |           |                                                  |
| Kuchaev 90’ | Marcatori | 4’, 27’ Lukaku 19’ (rig.) Martial 57’ Mxit'aryan |

| Arbitro: | Björn Kuipers |

|  |           |                       |
|  | Marcatori | 29’ Xhaka 90’ Oberlin |

| Arbitro: | Milorad Mažić |

|           |           |                           |
| Zuffi 32’ | Marcatori | 65’ Dzagoev 79’ Wernbloom |

| Arbitro: | Deniz Aytekin |

|                                 |           |  |
| Ščennikov 13’ Jardel 56’ (aut.) | Marcatori |  |

| Arbitro: | Gianluca Rocchi |

|                         |           |             |
| Lukaku 64’ Rashford 66’ | Marcatori | 45’ Vitinho |

### UEFA Europa League
| Belgrado 13 febbraio 2018, ore 18:00 CET Sedicesimi di finale - andata | Stella Rossa     | 0 – 0 referto | CSKA Mosca | Stadion Rajko Mitić (35 642 spett.)\| Arbitro: \| Paweł Raczkowski \| |
| Arbitro:                                                               | Paweł Raczkowski |               |            |                                                                       |

| Arbitro: | Jorge Sousa |

|               |           |  |
| Dzagoev 45+1’ | Marcatori |  |

| Arbitro: | Antonio Mateu Lahoz |

|  |           |             |
|  | Marcatori | 68’ Marcelo |

| Arbitro: | Bobby Madden |

|                     |           |                                    |
| Cornet 58’ Díaz 71’ | Marcatori | 39’ Golovin 60’ Musa 65’ Wernbloom |

| Arbitro: | Pavel Královec |

|                                          |           |             |
| Ramsey 9’, 28’ Lacazette 23’ (rig.), 35’ | Marcatori | 15’ Golovin |

| Arbitro: | Felix Zwayer |

|                        |           |                          |
| Čalov 39’ Nababkin 50’ | Marcatori | 75’ Welbeck 90+2’ Ramsey |